# Cmentarz żydowski w Polanowie
Cmentarz żydowski w Polanowie – kirkut mieści się przy obecnej ul. Partyzanckiej. Powstał w XIX stuleciu. Po 1945 cmentarz uległ dewastacji. Teren cmentarza jest częściowo zabudowany. Nie ma żadnego śladu po nekropolii. Powierzchnia kirkutu - 0,72 ha.